# 文佃站
文佃站，位于中华人民共和国贵州省黔西南布依族苗族自治州册亨县八渡镇，是南昆铁路上的火车站，建于1997年，由南宁铁路局管辖。

## 車站周邊
- 文佃
- 尾花
- 平哈
- 南盘江

## 歷史
建于1997年。